# Patrick C. Fischer
Pour les articles homonymes, voir Patrick Fischer et Fischer.
Patrick Carl Fischer (3 décembre 1935 – 26 août 2011) est un informaticien théoricien américain, un des premiers chercheurs en théorie de la complexité informatique et en théorie des bases de données ; il a par ailleurs été l'une des cibles de l'Unabomber,,,,.     

## Biographie
Fischer est né le 3 décembre 1935 à Saint-Louis (Missouri),. Son père, Carl H. Fischer, est devenu professeur de mathématiques actuarielles à l'Université du Michigan en 1941, et la famille a déménagé à Ann Arbor où Fischer a grandi. Fischer lui-même est allé à l'université du Michigan, où il a obtenu un baccalauréat en 1957, et un MBA en 1958. Il a poursuivi des études au Massachusetts Institute of Technology, où il a obtenu un Ph. D. en 1962 sous la direction de Hartley Rogers, Jr., avec une thèse sur le thème de la théorie de la calculabilité  (titre de la thèse : « Theory of Provable Recursive Functions »).
Après son Ph. D., Fischer a rejoint en 1962 l'université Harvard en tant que professeur assistant en mathématiques appliquées ; parmi ses étudiants à Harvard il y avait Albert R. Meyer, à travers lequel Fischer a plus de 380 descendants universitaires, ainsi que  Dennis Ritchie ou Arnold L. Rosenberg.  À partir de 1965, il est professeur associé d'informatique à l'université Cornell . Il enseigne à l'université de la Colombie-Britannique de 1967 à 1968 puis devient professeur d'analyse appliquée et d'informatique à l'université de Waterloo. À Waterloo, il a été directeur du département de 1972 à 1974. En 1974, il rejoint l'Université d'État de Pennsylvanie et en 1980 l'université Vanderbilt en tant que directeur du département. Il enseigne à Vanderbilt pendant 18 ans et a été président pendant 15 ans,,. Il prend sa retraite en 1998  et décède d'un cancer de l'estomac le 26 août 2011 à Rockville (Maryland),,.   
Comme son père, Fischer est devenu membre de la Society of Actuaries (en).  La seconde épouse de Fischer, Charlotte Froese Fischer, était également professeure d'informatique à l'Université Vanderbilt et à l'Université de la Colombie-Britannique, et son frère, Michael J. Fischer, est professeur d'informatique à l'Université Yale,.  

## Recherche
La recherche dans la thèse de Fischer portait sur les effets de différents modèles de calcul sur l'efficacité de la résolution de problèmes.Il a montré comment engendrer la suite de nombres premiers) à l'aide d'un automate cellulaire unidimensionnel, sur la base de solutions antérieures au problème de synchronisation du peloton d'exécution, et ses travaux dans ce domaine ont jeté les bases de travaux beaucoup plus tardifs sur les algorithmes parallèles.  Avec Meyer et Rosenberg, Fischer a effectué les premières recherches sur les machines à compteurs, en montrant qu'elles obéissaient à des théorèmes de hiérarchie temporelle et spatiale analogues à ceux des machines de Turing. 
Fischer a été l'un des premiers leaders dans le domaine de théorie de la complexité et a contribué à établir l'informatique théorique en tant que discipline distincte des mathématiques et du génie électrique.  Il a été le premier président du SIGACT, le groupe d'intérêt spécial sur les algorithmes et la théorie de calcul de l'Association for Computing Machinery, qu'il a fondé en 1968,.  Il a également fondé le Symposium on Theory of Computing qui, avec le Symposium on Foundations of Computer Science est l'une des deux conférences phares en informatique théorique, et il a présidé cinq fois la conférence. 
Dans les années 1980, les intérêts de recherche de Fischer se sont tournés vers la théorie des bases de données. Ses recherches dans ce domaine comprenaient l'étude de la sémantique des bases de données, des métadonnées et des informations incomplètes.  Fischer a fait un travail important définissant le modèle relationnel imbriqué des bases de données, dans lequel les valeurs dans les cellules d'une base de données relationnelle peuvent elles-mêmes être des relations,, et son travail sur les fondements mathématiques des langages de requête de base de données est devenu central pour les bases de données maintenant utilisé par les principaux serveurs Web du monde entier. 
Fischer était également un expert en systèmes d'information et dans leur utilisation par les établissements d'enseignement.  

## Unabomber
Theodore Kaczynski, plus connu sous le nom d'Unabomber, est un étudiant diplômé en mathématiques à l'Université du Michigan, où le père de Fischer était professeur. En 1982, Kaczynski a envoyé le cinquième de ses courriers piégés à Fischer, à son adresse à Penn State ; il a été transmis à Vanderbilt, où il a été ouvert le 5 mai par la secrétaire de Fischer, Janet Smith ; elle a été hospitalisée pendant trois semaines après l'attaque,. Fischer a affirmé n'avoir jamais rencontré Kaczynski,,   et a émis l'hypothèse qu'il était visé parce qu'il « est passé des mathématiques pures à l'informatique théorique ». 
Kaczynski n'a été appréhendé qu'en 1996, date à laquelle le délai de prescription de l'attentat de 1982 avait expiré ; il n'a donc pas été poursuivi pour cet attentat. 